# Consolidated PB4Y-2 Privateer
Consolidated PB4Y-2 Privateer (angleško vrsta gusarske ladje) je bil štirimotorni mornariški patruljni bombnik Mornarice letalstva ZDA. PB4Y-2 je bil ameriško bojno letalo, ki so ga izdelali v številu 739 primerkov, od tega 660 za Mornarico ZDA, ostala letala pa so uporabljali Francozi v Indokini, Hondurasu in Tajvanu, nekaj letal pa je dobila Obalna straža ZDA.

## Razvoj
Leta 1943 so iz letala Consolidated B-24 Liberator št.42402234 po naročilu mornarice ZDA razvili mornariški patruljni bombnik PB4Y-2 Privateer. Letalo je v osnovi enako B-24, načrtovalci so povečali moč motorja brez uporabe kompresorja, kar naj bi zagotovilo stabilno delovanje na nizkih višinah, dodali še en mitraljez in delno preoblikovali trup letala. Prototip je poletel 9. septembra 1943, prva operativna uporaba pa je bila 14. januarja 1945.